# Channomuraena
Genre
Channomuraena est un genre de poissons marins de la famille des Muraenidae.

## Liste d'espèces
Selon World Register of Marine Species (4 novembre 2018) :
- Channomuraena bauchotae Saldanha & Quéro, 1994
- Channomuraena vittata (Richardson, 1845)